# صناع (النادرة)
صناع هي إحدى قرى عزلة شعب المريسي بمديرية النادرة التابعة لمحافظة إب، بلغ تعداد سكانها 433 نسمة حسب تعداد اليمن لعام 2004.